# Michael Milton
Michael John Milton (Canberra, 21 de marzo de 1973) es un esquiador, ciclista y triatleta paralímpico con una pierna australiano. Con 6 medallas de oro, 3 de plata y 2 de bronce, es el paralímpico australiano más exitoso en los Juegos de Invierno.

## Biografía
Milton nació en Canberra, Territorio de la Capital Australiana, el 21 de marzo de 1973. Su pierna izquierda fue amputada por encima de la rodilla cuando tenía nueve años debido al cáncer de hueso. Creció en una familia de esquiadores, y después de perder la pierna estaba decidido a poder esquiar de nuevo. 

## Carrera

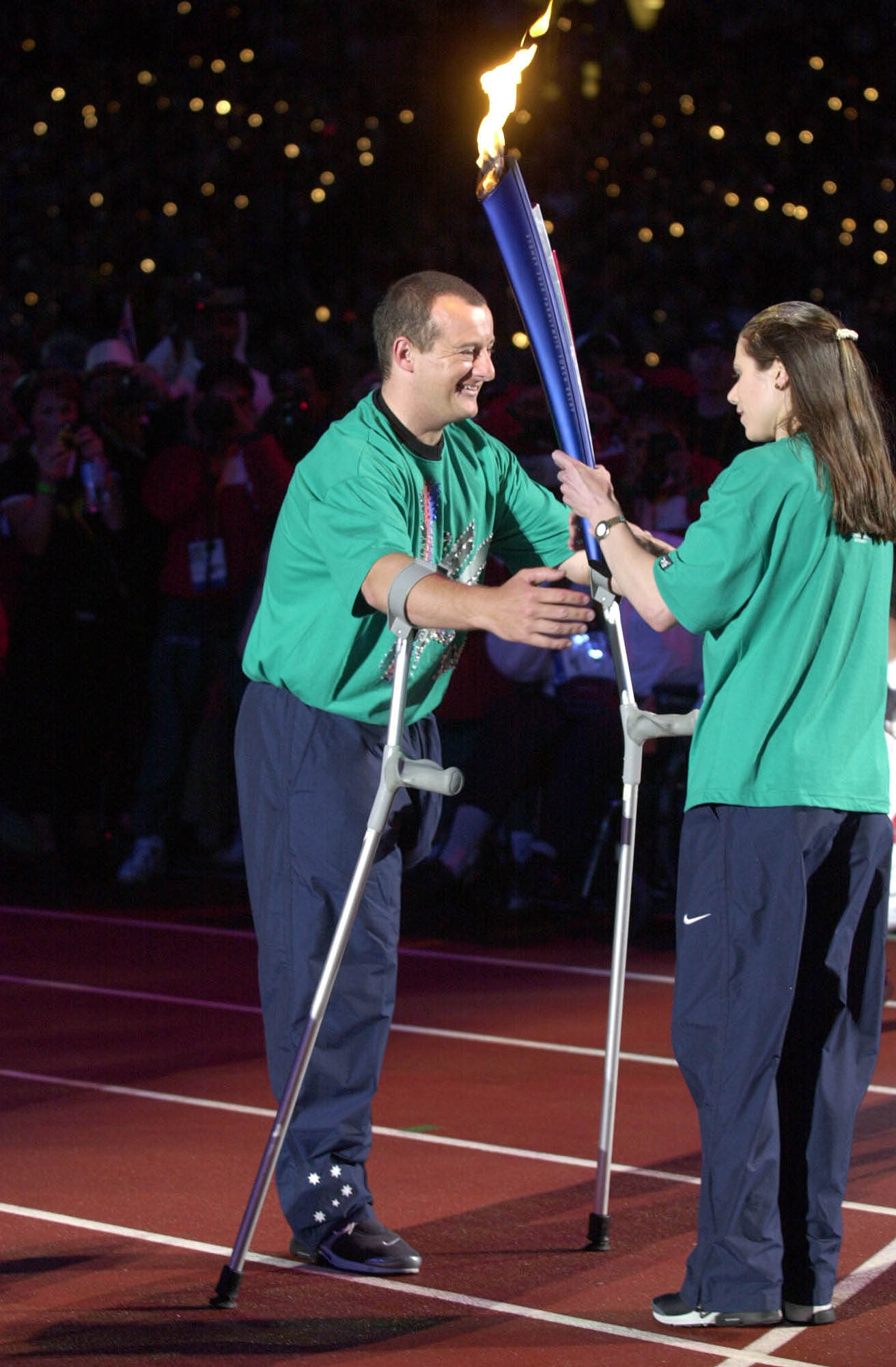
La atleta australiana Lisa Llorens pasa la llama paralímpica a Milton durante el relevo de la antorcha en la Ceremonia de apertura de los Juegos Paralímpicos de verano de 2000

Participó pero no ganó ninguna medalla en los Juegos Paralímpicos de Invierno de Innsbruck de 1988. En los Juegos Paralímpicos de Invierno de 1992 Tignes-Albertville, ganó una medalla de oro en el evento Slalom LW2 masculino, por el cual también recibió una Medalla de la Orden de Australia, y una medalla de plata en el evento Super-G LW2 masculino. Se convirtió en el primer australiano en ganar una medalla de oro en los Juegos Olímpicos o Paralímpicos de invierno. Ese año también ganó el slalom en los campeonatos austriacos, y en 1993 ganó el slalom y el slalom súper gigante en la Columbia Crest Cup. Durante los Juegos Paralímpicos de Invierno de Lillehammer de 1994, ganó una medalla de oro en el evento Giant Slalom LW2 para hombres, medalla de plata en el evento Slalom LW2 masculino y dos medallas de bronce en los eventos Downhill LW2 y Super-G LW2 para hombres. En enero de 1996, ganó una medalla de oro, plata y bronce en el Campeonato Mundial de Esquí celebrado en Austria.
En 2000, recibió la medalla deportiva australiana. En 2001, fue incluido en el Instituto Australiano de Deporte 'Best of the Best'. En los Juegos Paralímpicos de Invierno de Salt Lake City en 2002, ganó cuatro medallas de oro en los eventos Downhill LW2, Giant Slalom LW2, Slalom LW2 y Super-G LW2. En abril de 2005, fue la primera persona con discapacidad en romper la marca de 200 kilómetros por hora con una velocidad de 210.4   km / h. Luego intentó batir el récord abierto de Australia de 212.26   km / h, establecido en 1997 por el atleta sin discapacidad Nick Kirshner. En los Juegos Paralímpicos de Invierno de Turín 2006, ganó la medalla de plata en el evento masculino de descenso de pie.  
El 12 de julio de 2007, se anunció en Sports Tonight que había sido diagnosticado con cáncer de esófago. Le quitaron un tumor de seis centímetros de la garganta. Menos de un año después, fue seleccionado para los Juegos Paralímpicos de Beijing, sus primeros Juegos Paralímpicos de Verano, como ciclista.
En los Juegos de Sochi 2014, fue el entrenador asistente de esquí alpino del Equipo Paralímpico Australiano.
Mantiene el récord abierto de esquí de velocidad en descenso de Australia, superando las velocidades máximas registradas por esquiadores sin discapacidad. Su mejor velocidad de descenso personal es 213 km/h (132,4 mph).

## Otros logros
El 7 de julio de 2013, rompió el récord mundial de correr una maratón con muletas. Fue su primer intento en una maratón, y lo terminó en 5:23:30.  
También ha caminado la pista de Kokoda dos veces y escaló el monte Kilimanjaro.